# Бојан Б. Димитријевић
Бојан Б. Димитријевић (Београд, 1968) српски је историчар. Објавио је више монографија са темама из историје Равногорског покрета 1941—1945 и биографија ђенерала Драгољуба Михаиловића као и преко шездесет радова из савремене војне историје овог простора. Из области историје југословенског ваздухопловства објавио је шест ауторских и коауторских публикација.

## Биографија
Рођен је 1968. године у Београду. Дипломирао је 1994. године, а магистрирао 1997. године на Филозофском факултету у Београду са тезом под насловом „Југословенска војска у Отаџбини у ваљевском крају 1941—1945” Такође је магистрирао 1996. године на Средњоевропском универзитету у Будимпешти за тезом под насловом „Royalist Resistance in Northwest Serbia 1941—1945”. Докторирао је на новосадском универзитету 2004. године, а докторска теза је била „Југословенска народна армија 1945—1954”. Завршио је високи курс реформе система безбедности на Универзитету у Брадфорду 2006.
Био је кустос Музеја југословенског ваздухопловства до 1997. године. Током 2001. по позиву, био је сарадник у Институту за напредне студије у Софији. У периоду март 2003 — април 2004. године био је савјетник Министра одбране за реформу војске, а од 2006. године је савјетник предсједника Србије за војна питања. Као савјетник Министра одбране руководио је тимом који је израдио Стратегију одбране Србије и Црне Горе и Бијелу књигу одбране.
Од 2004. до 2015. био је уредник часописа Историја 20. века.
Запослен је у Институту за савремену историју.
Димитријевић је био сарадник државне комисије за откривање чињеница о извршењу смртне казне над генералом Драгољубом Дражом Михаиловићем која је закључила да је тачна званична верзија хапшења Драгољуба Михаиловића у којој је улогу имао Никола Калабић.
Димитријевића критичари оптужују да својим радом промовише „академски историјски ревизионизам” којим рехабилитује квислиншке покрете и негативно се изјашњава о партизанском покрету. Димитријевић се у неколико наврата јавно афирмативно изјаснио о улози Милана Недића у Другом светском рату, залажући се за његову рехабилитацију, због чега је искључен из Демократске странке.
Од 2022. године је члан покрета Србија центар. Новембра 2023. године напустио је Србију центар.

## Одабрана дела
- „Ђенерал Михаиловић, Биографије 1. део (до маја 1941. године)”, Београд 1996.
- „Ваљевски равногорци, Југословенска војска у Отаџбини у ваљевском крају 1941—1945”, Ваљево 1998.
- „Од Стаљина до Атлантског пакта, (армија у спољној политици Титове Југославије 1945—1958)”, Београд 2005.[4]
- „Југословенска армија 1945—1954 (нова идеологија, човек, оружје)”, Београд 2006.
- „Југословенско ратно ваздухопловство 1942—1992”, Београд 2006.[5]
- „Голгота четника (Лијевче поље, Јасеновац, Зидани Mост)”, Београд, 2019.[6]
- 2. крајишки корпус Војске Републике Српске, Душан Кукобат и Бојан Димитријевић, Бања Лука 2019.[7]
- Командант: војнички пут генерала Ратка Младића, Београд, 2019.[8]
- Генерал Младић и Војска Републике Српске, Catena mundi, Београд, 2025.